# Club Deportivo Concón National
O Club Deportivo Concón National é um clube de futebol chileno com sede em Concón, cidade localizada na região de Valparaíso. Fundado em 8 de maio de 1914, manda seus jogos no estádio Atlético Municipal de Concón, praça esportiva pertencente a prefeitura de Concón. Atualmente, compete na Segunda División Profesional, terceira e última divisão profissional do futebol chileno.
O clube disputou a Tercera División do futebol do Chile em 16 ocasiões, entre os anos de 1982 e 2004. Entretanto, o maior marco de sua história veio em 2023, quando alcançou o vice-campeonato da quarta divisão chilena (Tercera División A), assegurando pela primeira vez o acesso ao futebol profissional, mais precisamente à Segunda División Profesional (terceira divisão).

## História
O Concón National foi fundado em 8 de maio de 1914.
Na temporada 2022, a equipe aurinegra foi aceita pela Associação Nacional de Futebol Amador (ANFA) para disputar a Tercera División B (quinta divisão; amadora) e, ao final daquela temporada, conquistou o tão sonhado acesso à Tercera División A (quarta divisão; amadora). No entanto, o time da Quinta Região não se deu por satisfeito com essa conquista e, no ano seguinte, alcançou seu segundo acesso consecutivo — desta vez à Segunda División Profesional (divisão profissional pertencente à Associação Nacional de Futebol Profissional) — após vencer, em casa, o Deportes Colina por 2–0.
Em sua primeira temporada profissional, o Concón terminou na 9.ª colocação da terceira divisão de 2024 (Segunda División Profesional). No entanto, o clube iniciou o torneio com seis derrotas consecutivas, sob o comando do jovem técnico Agustín Parra, ex-jogador do Santiago Wanderers. Após a saída de Parra, o clube conquistou sua primeira vitória profissional, com um triunfo por 2–1, fora de casa, sobre o Deportes Rengo, em um jogo decidido por um gol de pênalti marcado por Ezequiel Luna aos 90 minutos.

## Cronologia no Campeonato Chileno de Futebol
| Período | Período | Nível            | Competição                   | Organização                                 | Organização |
| ------- | ------- | ---------------- | ---------------------------- | ------------------------------------------- | ----------- |
| 2022    | 2022    | Quinta divisão   | Tercera División B           | Associação Nacional do Futebol Amador       | ANFA        |
| 2023    | 2023    | Quarta divisão   | Tercera División A           | Associação Nacional do Futebol Amador       | ANFA        |
| 2024    | hoje    | Terceira divisão | Segunda División Profesional | Associação Nacional do Futebol Profissional | ANFP        |

## Títulos
| CAMPEONATOS NACIONAIS | CAMPEONATOS NACIONAIS | CAMPEONATOS NACIONAIS | CAMPEONATOS NACIONAIS | CAMPEONATOS NACIONAIS |
| Nível                 | Nível                 | Competição            | Título                | Ano                   |
| --------------------- | --------------------- | --------------------- | --------------------- | --------------------- |
| Quarta divisão        | Amador                | Cuarta División       | 1                     | 2001                  |
| CAMPANHAS DE DESTAQUE |                       |                       |                       |                       |
| Nível                 | Nível                 | Competição            | Feito                 | Ano                   |
| Quarta divisão        | Amador                | Tercera División A    | Vice-campeão          | 2023                  |

## Ligações externa
- Site oficial (página arquivada) (em castelhano)
- Concón National em Asociación Nacional de Fútbol Profesional (em castelhano)
- Concón National em ESPN Deportes (em castelhano)
- Concón National em PRIMERA B CHILE (em castelhano)
- Concón National em Soccerway.com (em castelhano)